# 시모세 화약

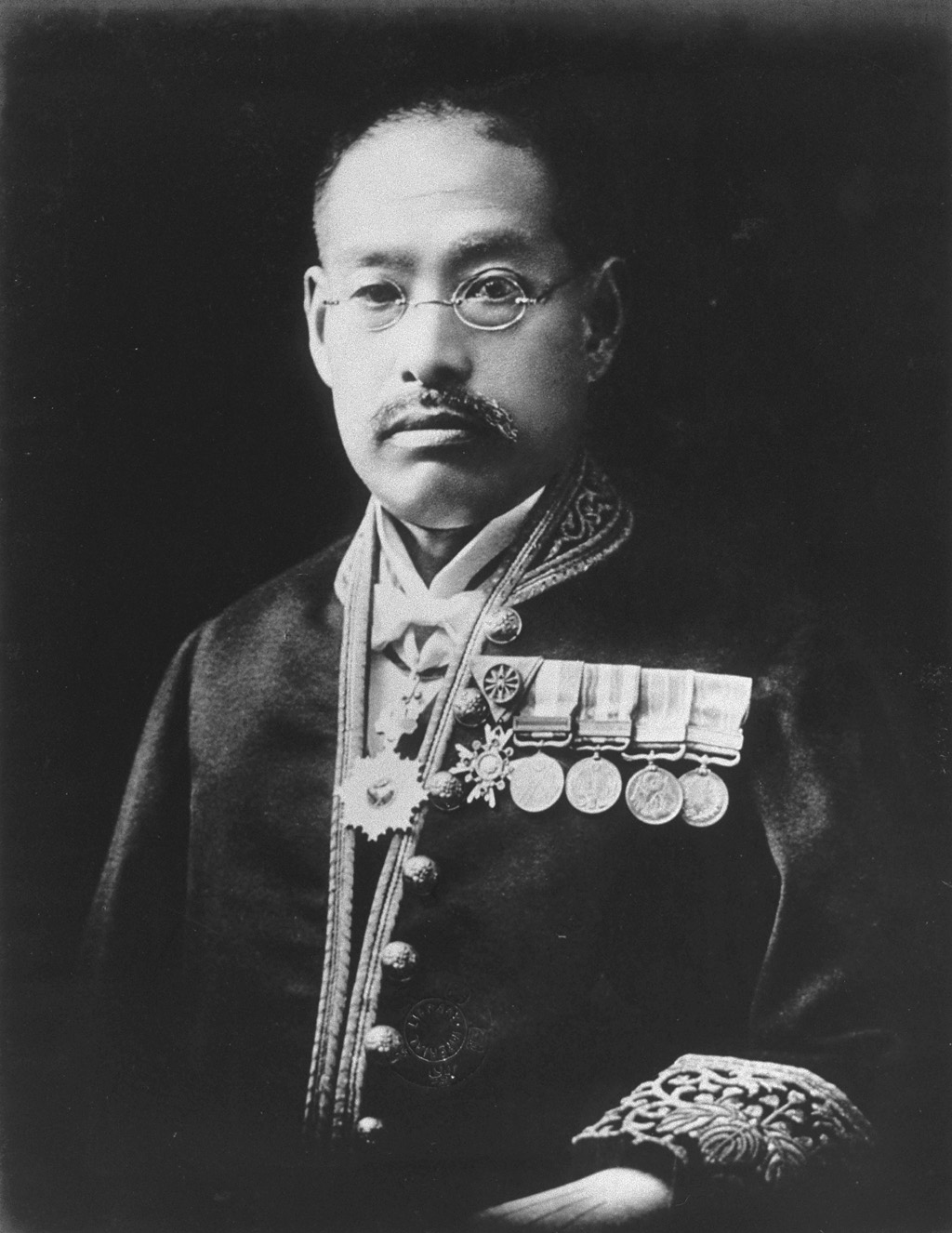
시모세 미사치카

시모세 화약(일본어: 下瀬火薬 시모세 카야쿠[*])은 일본 제국 해군 기술자 시모세 마사치카가 실용화한 피크린산을 성분으로 하는 폭약(작약)이다. 러일 전쟁 당시 일본 해군에 의해 채택되었고, 러일 전쟁에서 큰 전과를 올린 한 요인이 되었다. 또한, 일본 제국 육군에서 ‘황색약’(黃色藥)이라고 불렀다.

## 개요
피크린산(Picric acid)은 1771년 독일에서 피터 불프(Peter Woulfe)에 의해 발명된 염료로 발명 100년 후에 폭발 가능성이 발견되었다. 맹렬한 폭약이었지만, 동시에 소독약으로서의 효과도 있었다. 그러나 피크린산은 금속과 화학적으로 쉽게 결합하여 변해 버리기 때문에, 예민한 화합물을 유지한다는 점에서 실용화시키기에는 어려움이 있었다. 시모세 마사치카는 탄체 내벽에 옻칠을 입히고 또한 내벽과 피크린산 사이에 왁스를 주입하여 이 문제를 해결했다. 일본 해군 규격의 시모세 화약은 거의 순수한 피크린산이었다. 폭발물로 이용한 경우의 폭발 속도는 7,800m/s였다.
일본 해군은 1893년에 이 화약을 채용하며 ‘시모세 화약’으로 명명했고(이후 ‘시모세 폭약’으로 개칭), 작약으로 포탄, 어뢰, 기뢰, 폭뢰로 사용하였다. 청일 전쟁(1894년 –1895년)에서는 대량생산을 하지 못해, 이 시모세 화약을 실전투입하기에는 늦어버렸지만, 약 10년 후인 러일 전쟁(1904년 - 1905년)에서는 크게 활약했다. 해군은 가뜩이나 위력이 큰 시모세 화약을 다량으로 포탄에 채우거나, 또는 예민한 신관(이주인 고로가 개발한 이주인 신관)을 이용하여 유탄으로 사용했다. 적함의 장갑을 관통하는 능력은 부족했지만, 파괴력이 높았고, 화학반응성(연소성)이 탁월하여 비장갑부와 승무원에게 큰 피해를 주었다. 1905년 5월 27일 쓰시마 해전에서 러시아의 발틱 함대를 분쇄한 요인 중 하나가 시모세 화약이었다.
시모세 화약은 ‘멜리나이트’(1885년, 프랑스의 유젠느 투르팡이 발명한 순수 피크린산) 샘플을 시모세가 분석하여 순수 피크린산을 작약에 이용하는 아이디어를 얻어 연구 끝에 성공한 결과물이었다.
시모세 화약이 실용화된 후 프랑스가 ‘신형화약’ 판매를 일본에 제안했다. 프랑스에 파견된 해군 장교 도미오카 사다야스는 ‘신형화약’ 샘플 미량을 길게 기른 손톱에 묻혀 가져왔다. 이 미량의 샘플을 분석한 결과, 시모세 화약과 같은 피크린산으로 판명했다고 한다.
시모세가 시모세 화약 (순수 피크린산) 개발에 성공한 후에도 당시 일본의 기술 수준에서는 수공업적인 생산 밖에 할 수 없을 정도로 대량생산은 어려웠다. 1898년 1월부터 1년간 시모세 미사치카는 피크린산 제조 기술의 도입을 위해 유럽과 미국을 시찰했다. 독일 글리시암 사의 전 기사장이었던 바닛케를 만나 5만엔의 대가로, 피크린산 합성 공장 설계도 20여장과 피크린산 제조 기술을 제공받는 계약을 맺었다. 그러나 대가 5만엔은 지급되지 않았고, 바닛케는 1906년 4월에 계약 이행을 강요하는 서한을 보냈다. 시모세는 이 서한을 받아 사이토 마코토 해군 장관에게 올렸지만 묵살당했다.
이후 시모세 화약은 구식화되어 일선에서 물러났지만, 태평양 전쟁에서 다시 사용되게 된다. 톨루엔을 원료로 하는 TNT는 석유 원료를 필요로 한 반면, 피크린산은 페놀을 원료로 하고 있었기 때문에, 극도로 석유가 부족한 상태에 빠져 있던 전시 중 일본에서도 석탄에서 만들 수 있는 시모세 화약은 문제없이 제조할 수 있었던 것이다. 그 대부분은 포탄 등의 강한 충격이 가해지는 것을 피하고 구구식 수류탄 등으로 사용되었다.

## 단점
시모세 화약을 사용한 함포는 자폭사고가 잇따랐다. 이것은 피크린산 자체의 결함이 아닌 포탄에 화약을 충전하는 기술이 미숙했기 때문이었다고 추측되고 있다. 당시의 기술로는 큰 포탄에 용전한 경우에 기포를 제거하는 기술이 불완전했기 때문에 내부에 핫스팟이 생기기 쉬웠고, 그 때문에 포탄을 발사한 충격으로 저속 폭발음이 발생했기 때문에 자폭한 것으로 생각되고 있다.
피크린산은 철 등의 중금속과 반응하여 매우 충격에 민감한 염을 만드는 성질이 있기 때문에, 포탄 내부의 옻칠과 왁스에 아주 작은 틈이라도 있으면 포탄 본체와 접촉하면서 자폭할 위험이 급증하게 된다. 시모세 화약은 노후화되면 충격에 과민해지는 경향이 있었기 때문에 불발탄의 취급에 세심한 주의를 요했다.
또한 피크린산은 독성이 높은 물질이기도 하였다.
피크린산의 이러한 단점 때문에 이후 시모세 화약은 TNT와 환상 니토로아민계 고성능 폭약(트리메틸렌 트리니트로아민 등)으로 대체되게 되었다.
서양 국가에서는 이러한 단점을 해소하기 위해 피크린산을 암모늄 등 알칼리와 혼합한 염으로 만든 릿다이트, 에크라지트, D폭약 등의 대체 폭발물을 개발했다.